# Gladiolus inflexus
Gladiolus inflexus är en irisväxtart som beskrevs av Peter Goldblatt och John Charles Manning. Gladiolus inflexus ingår i släktet sabelliljor, och familjen irisväxter. Inga underarter finns listade i Catalogue of Life.